# Гашербрум V
Гашербрум V (англ. Gasherbrum V) — гірська вершина у багатовершинному масиві Гашербрум хребта Балторо-Музтаг гірської системи Каракорум, розташована на спірній території Гілгіт-Балтистан. Вершина знаходиться між горами Гашербрум IV і  VI.